# Urząd Eiderkanal
Urząd Eiderkanal (niem. Amt Eiderkanal) – urząd w Niemczech w kraju związkowym Szlezwik-Holsztyn, w powiecie Rendsburg-Eckernförde. Siedziba urzędu znajduje się w miejscowości Osterrönfeld.
W skład urzędu wchodzi siedem gmin:
1. Bovenau
2. Haßmoor
3. Ostenfeld (Rendsburg)
4. Osterrönfeld
5. Rade bei Rendsburg
6. Schacht-Audorf
7. Schülldorf